# عنصر (القريشية)

تعديل مصدري - تعديل

عنصر هي إحدى قرى عزلة قيفه ال محن لظهرة بمديرية القريشية التابعة لمحافظة البيضاء، بلغ تعداد سكانها 188 نسمة حسب تعداد اليمن لعام 2004.